# Szo Junbok
Szo Junbok (hangul: 서윤복, handzsa: 徐潤福, RR: Seo Yun-bok; 1923. január 9. – 2017. június 27.) dél-koreai atléta, hosszútávfutó.

## Pályafutása
1947-ben új világcsúccsal megnyerte a Boston Marathont. Ez volt az első eset, hogy valaki világcsúcsot ért el a bostoni versenyen. Az előző világcsúcsot edzője, Szon Gidzsong állította fel 1935-ben Tokióban. A 2:25:39-es világcsúcsot 1952-ben a brit Jim Peters döntötte meg.
Részt vett az 1948-as londoni olimpián, ahol 2:59:36-os eredménnyel a 27. helyen végzett. 1949-ben vonult vissza az aktív sportolástól.

## Sikerei, díjai
- Boston Marathon
  - győztes: 1947